# Экономика ГДР
В ГДР была плановая экономика, похожая на экономическую систему Советского Союза и других государств-членов ОВД, в отличие от рыночной экономики или смешанной экономики капиталистических государств. Государство устанавливало производственные показатели, устанавливало цены, а также выделяло ресурсы, закрепляя эти решения в комплексных планах. Средства производства почти полностью принадлежали государству.
Восточная Германия имела более высокий уровень жизни, чем другие страны Восточного блока или Советский Союз, и пользовалась благоприятными условиями пошлин и тарифов на западногерманском рынке. Экономика ГДР была одной из крупнейших и наиболее стабильных экономик «второго мира» до революций 1989 года.
Экономическую историю ГДР можно условно разделить на три этапа. Первый этап начинается в 1945 году и заканчивается в 1961 году решительным прорывом, когда была построена Стена. Последующий второй этап, который продлится до 1971 года, принес некоторые реформы и ознаменован в конце отставкой Вальтера Ульбрихта. Третий этап, период 1971—1989 / 90 гг., Во многом совпадает с периодом правления Эриха Хонеккера. Некоторые историки рассматривают смену власти от Ульбрихта к Хонеккеру в 1971 году как начало конца экономической истории ГДР, поскольку с этим были связаны изменения в экономической политике, которые впоследствии оказались фатальными.

## Промышленность
На долю промышленности приходилось 67 % совокупного общественного продукта. В 1970 ГДР производила в 1,5 раза больше промышленной продукции, чем вся довоенная Германия в 1936. Отраслевая структура, отличающаяся преобладанием тяжёлой промышленности, существенно изменилась за годы народной власти. Расширилась и упрочилась энергетическая база (за счёт увеличения добычи бурого угля и использования нефти, поступающей из СССР). Возник ряд новых отраслей, создана металлургическая база. Усиливаются неметаллоёмкие и нематериалоёмкие отрасли, способствующие повышению технического уровня всего хозяйства. Особое внимание уделяется развитию химической промышленности, в частности нефтехимии, а также электроники и приборостроения, судостроения, металлургической промышленности второй ступени (обработка проката). Так, если за 1950—70 общая промышленная продукция выросла в 5,4 раза, то химическая промышленность в 6,1 раза, металлургия в 6 раз, машиностроение и металлообработка более чем в 8 раз, продукция электротехники, электроники и приборостроения в 11,6 раза.
После раздела Германии Исходный индустриальный уровень территории будущей ГДР был ниже западных районов Германии, базисные отрасли промышленности менее развиты. Сильнее чем в западной части были разрушения от военных действий, и ГДР поставила себе задачу обогнать ФРГ

Промышленность ГДР

К 1980-м ГДР стала высокоразвитой индустриальной страной с интенсивным сельским хозяйством. По объёму промышленной продукции ГДР занимала 6-е место в Европе. Ведущие отрасли промышленности: машиностроение и металлообработка, химическая промышленность, электротехника и электроника, оптика, приборостроение, лёгкая промышленность. В экономическом отношении ГДР шла по пути планового хозяйства
По сравнению с другими странами социалистического блока, здесь были достигнуты значительные успехи: уровень жизни в ГДР был самым высоким, а по важнейшим показателям республика была вторым индустриальным государством после СССР.
Не национализированная часть промышленности была объединена в Торгово-промышленную палату ГДР (Industrie- und Handelskammer der DDR), до 1953 года в ряд региональных торгово-промышленных палат — Торгово-промышленную палату Хемница (Industrie- und Handelskammer Chemnitz), Торгово-промышленную палату Дрездена (Industrie- und Handelskammer Dresden), Восточнотюрингскую торгово-промышленную палату в Гере (Industrie- und Handelskammer Ostthüringen zu Gera), Южнотюрингскую Торгово-промышленную палату (Industrie- und Handelskammer Südthüringen), Торгово-промышленную палату Галле-Дессау (Industrie- und Handelskammer Halle-Dessau), Торгово-промышленную палату Нойбранденбурга (Industrie- und Handelskammer zu Neubrandenburg), Торгово-промышленную палату Шверина (Industrie- und Handelskammer zu Schwerin), Торгово-промышленную палату Восточного Бранденбурга (Industrie- und Handelskammer Ostbrandenburg), Торгово-промышленную палату Потсдама (Industrie- und Handelskammer Potsdam). До 1954 года Восточный и Западный Берлин имели общую торгово-промышленную палату (Industrie- und Handelskammer zu Berlin), но в 1954 году для Восточного Берлина была создана отдельная торгово-промышленная палата. Высшим органом Торгово-промышленной палаты ГДР являлось Правление (Vorstand), треть которой назначалось компаниями, треть государством, треть рабочими, между заседаниями Правления — Президиум (Präsidium), состоящим из председателя (Vorsitzender) и четырёх заместителей (Stellvertreter). Кроме народных предприятий (Volkseigener Betrieb), предприятий с государственным участием (Betrieb mit staatlicher Beteiligung), частных предприятий (Privatbetrieb), существовали также производственные кооперативы ремесленников (Produktionsgenossenschaft des Handwerks).
Последние средние и мелкие предприятия частной и смешанной собственности были национализированы в 1972 году
Радиоэлектроника
- Robotron

Оптика
- Карл-Цейсс-Йена

Железнодорожная техника
- электровоз ЕЛ2
- электровоз ЕЛ21

Автомобильная промышленность
- Barkas
- Robur
- IFA
- Трамвайные вагоны Gotha, в 1965 году производство свёрнуто[6]
- Автобусы IFA H6B (Ernst Grube), в 1959 году производство свёрнуто [7], после чего в меньших масштабах производство автобусов осуществляло Fritz Fleischer KG
- Представительские автомобили серии Horch, в 1958 году производство свёрнуто [8], вместо них Sachsenring Automobilwerke Zwickau стал выпускать легковые автомобили серии Trabant, VEB Automobilwerk Eisenach годом ранее развернул производство серии более дешёвых легковых автомобилей Wartburg
- Multicar
- P3 Horch/P3 Sachsenring

Химическая промышленность
- ORWO

Нефтегазовая промышленность
- Главная нефтяная компания — Minol

## Сельское хозяйство
Основными сельскохозяйственными предприятиями являлись сельскохозяйственные производственные кооперативы (landwirtschaftliche Produktionsgenossenschaft), представлявшие собой производственные объединения крестьян-арендаторов земли, в меньшей степени народные имения (Volkseigenes Gut), представлявшие собой государственные сельскохозяйственные предприятия. При этом до 1964 года сельскохозяйственные производственные кооперативы не являлись собственниками сельскохозяйственных машин, которые находились в распоряжении Машино-тракторных станций (Maschinen-Traktoren-Station), которые также являлись государственными предприятиями.

## Финансы
Денежной единицей ГДР являлась «Немецкая Марка» (Deutsche Mark) (в 1968—1990 гг. — Марка ГДР (Mark der DDR)) (0,399902 грамм золота, 40 копеек СССР, хлеб стоил 78 пфеннигов, булка — 5 пфеннигов, билет на трамвай и внутригородской автобус — 20 пфеннигов), представленная:
- банковскими билетами номиналом в 50 пфеннигов (пфенниг — 1/100 марки), 1, 2 (до 1951 года), 5, 10, 20, 50, 100 марок, а с 1985 года также 200 и 500 марок печатавшимися Немецкая типография ценных бумаг и (до 1957 года) земельными типографиями Бранденбурга (Landesdruckerei Brandenburg), Саксонии (Landesdruckerei Sachsen), Тюрингии (Landesdruckerei Thüringen), Саксонии-Ангальт и Мекленбурга и эмитировавшиеся «Немецким эмиссионным банком» (Deutsche Notenbank) (в 1968—1990 гг. назывался — Государственный банк ГДР (Staatsbank der DDR)), находившегося в подчинении Правительства ГДР, а до 1951 года в подчинении Советской военной администрации, и (Deutsche Wertpapierdruckerei) (в 1978—1990 гг. — Типография ценных бумаг ГДР (Wertpapierdruckerei der DDR));
- алюминиевыми монетами номиналом в 1, 5, 10 пфеннигов, с 1951 года — 50 пфеннигов, 1 и 2 марки, на аверсе изображены шестерня и колос, в 1952—1990 гг. — герб ГДР, чеканившимися Берлинский монетный двор (Münze Berlin) (в 1978—1990 г. — Монетный двор ГДР (Münze der DDR)) находимся в подчинении Министерства финансов ГДР;
- в 1979—1990 гг. форум-чеками (Forumscheck) достоинством в 0,5, 1, 5, 10, 50, 100 и 500 марок, эмитировавшиеся ООО "Внешнеторговое общество «Форум» («Forum Außenhandelsgesellschaft m.b.H.»), которые могли отовариваться только в сети магазинов Intershop.

Банки:
- Немецкий эмиссионный банк — эмиссионный и расчётный
  - Расчётно-эмиссионный банк Саксонии (Emissions- und Girobank Sachsen)[10], в 1952—1990 гг. — окружные дирекции Дрездена, Лейпцига и Карл-Маркс-Штадта
  - Расчётно-эмиссионный банк Тюрингии, в 1952—1990 гг. — окружные дирекции Эрфурта, Геры и Зуля
  - Расчётно-эмиссионный банк Саксонии-Анхальт (Emissions- und Girobank Sachsen-Anhalt), в 1952—1990 гг. — окружные дирекции Магдебурга и Галле[10]
  - Расчётно-эмиссионный банк Бранденбурга, в 1952—1990 гг. — окружные дирекции Потсдама, Франкфурта-на-Одере и Котбуса
  - Расчётно-эмиссионный банк Мекленбурга, в 1952—1990 гг. — окружная дирекция Шверина, Нойбранденбурга и Ростока
  - Саксонский земельный банк (Sächsische Landesbank) (до 1952 года) — сберегательный банк Саксонии
  - Тюрингский земельный банк (Thüringischen Landesbank) (до 1952 года) — сберегательный банк Тюрингии
  - Провинциальный банк Марки Бранденбург (Provinzialbank Mark Brandenburg) (до 1952 года) — сберегательный банк Бранденбурга
  - Земельный банк Мекленбурга (Landesbank Mecklenburg) (до 1952 года) — сберегательный банк Мекленбурга
  - Провинциальный банк Саксонии-Анхальт (до 1952 года) — сберегательный банк Саксонии-Анхальт
- Немецкий инвестиционный банк (Deutschen Investitionsbank) (в 1967—1990 гг. — Торгово-промышленный банк (Industrie- und Handelsbank)) — кредитный банк для промышленных предприятий
  - Земельный кредитный банк Мекленбурга, в 1952—1990 гг. — окружные дирекции Шверина, Нойбранденбурга и Ростока
  - Земельный кредитный банк Бранденбурга, в 1952—1990 гг. — окружные дирекции Потсдама, Франкфурта-на-Одере и Котбуса
  - Земельный кредитный банк Саксонии-Анхальт (Landeskreditbank Sachsen-Anhalt)[10], в 1952—1990 гг. — окружная дирекция Магдебурга и Галле
  - Саксонский земельный кредитный банк (Sächsische Landeskreditbank), в 1952—1990 гг. — окружные дирекции Дрездена, Карл-Маркс-Штадта и Лейпцига
  - Земельный кредитный банк Тюрингии, в 1952—1990 гг. — окружные дирекции Эрфурта, Геры и Зуля
- Немецкий крестьянский банк (Deutsche Bauernbank) — кредитный банк для государственных имений и сельскохозяйственных кооперативов[10]
- Немецкий торговый банк (Deutsche Handelsbank)
- Немецкий внешнеторговый банк (Deutsche Außenhandelsbank) — расчётный банк для внешней торговли
- В каждом из районов существовали крестьянские торговые кооперативы (Bäuerliche Handelsgenossenschaft) — кредитные банки для крестьян-единоличников
- В каждом из районов существовали — ремесленно-промысловые банки (Bank für Handwerk und Gewerbe) (в 1970—1974 гг. ремесленно-промысловые кооперативные банки (Genossenschaftsbank für Handwerk und Gewerbe), в 1974—1990 гг. — ремесленно-промысловые кооперативные кассы (Genossenschaftskasse für Handwerk und Gewerbe)) — банки для кредитования ремесленников, представляющие собой паевые товарищества ремесленников

Крупнейшее рекламное агентство DEWAG (Deutsche Werbe- und Anzeigengesellschaft — «Немецкая рекламная корпорация»).

## Транспорт и связь
Железнодорожными перевозками в стране занималась компания Deutsche Reichsbahn, авиаперевозками — Германский воздушный союз (Deutsche Lufthansa), с 1963 года — Международные авиалинии (Interflug), почтовыми услугами — «Германская почта» (Deutsche Post). Трамвай существовал в Берлине, Ростоке, Шверине, Штральзунде (до 1966 года), Бранденбурге-на-Хафеле, Котбусе, Франкфурте-на-Одере, Потсдаме, Магдебурге, Галле, Дессау, Хальберштадте, Мерзебурге, Наумбурге, Лейпциге, Дрездене, Карл-Маркс-Штадте, Плауене, Цвиккау, Гёрлице, Эрфурте, Нордхаузене, Мюльхаузене (до 1969 года), Гере, Йене, Готе, Айзенахе (до 1975 года) (большинство линий обслуживались либо двухсекционными сочленёнными вагонами Tatra KT4D, либо поездами из Tatra T4 и Tatra B4), в 1950—1979 в Берлине, Магдебурге, Эрфурте, Гере, Веймаре, Лейпциге, Цвиккау, Хойерсверде и Зуле существовал троллейбус, аэропорты в Берлине, Дрездене (с 1957 года), Галле, Штральзунде (с 1957) и Эрфурте. Автодороги: «Берлин — Нойбранденбург — Штральзунд», «Берлин — Росток», «Берлин — Франкфурт-на-Одере», «Берлин — Котбус — Форст», «Берлин — Дрезден» и «Гёрлиц — Дрезден — Карл-Маркс-Штадт — Гера — Эрфурт — Айзенах».

## Торговля
Внутренняя розничная торговля велась через сеть муниципальных магазинов Handelsorganisation, сеть окружных универсальных магазинов Centrum Warenhaus, сеть окружных кооперативных универсальных Konsument.
Партнеры по экспорту: Доминирующим партнером был Советский Союз, на долю которого приходилось почти 39 % от общего объёма торговли Восточной Германии. Следующей по значимости была Западная Германия, включая Западный Берлин (8,3 %). Далее следуют три других члена ОВД: Чехословакия (7,2 %), Польша (5,4 %) и Венгрия (4,9 %).
Партнеры по импорту: неизвестно
Экспорт:30,7 миллиард $
Импорт:31 миллиард $
Экспорт продукции, ресурсов и т. д.: Согласно официальной статистике, 46,6 % общего экспорта Восточной Германии в 1985 году составляли машины, оборудование и транспортные средства. Значение этой группы товаров снизилось с начала 1970-х годов (по сравнению с 51,7 % в 1970 году). Напротив, в 1985 году экспорт топлива, минералов и металлов имел тенденцию к увеличению с 10,1 процента в 1970 году до 20 процентов в 1985 году. Другими основными группами были промышленные потребительские товары — 14,1 процента (по сравнению с 20,2 процента в 1970 году); химикаты, удобрения, строительные материалы и другие товары — 11,6 % (10,6 % в 1970 г.); различное сырье, незавершенные изделия промышленного назначения и продукты питания — 7,7 процента (по сравнению с 7,4 процента в 1970 году).
Импорт продукции, ресурсов и т. д.: Что касается импорта, то в 1985 году самой большой группой было топливо и другое сырье — 42,5 процента (по сравнению с 27,6 процента в 1970 году). Следующими по значимости были машины и транспортное оборудование — 26,8 процента (снижение с 34,2 процента). Далее следовали различные виды сырья и незавершенной продукции для промышленного использования, а также различные продукты питания — 16,1 процента (по сравнению с 28,1 процента в 1970 году). В 1985 году химическая продукция и промышленные потребительские товары также имели важное значение, составляя 8,4 и 6,2 процента соответственно (оба показателя увеличились с 1970 года с 5,6 и 4,5 процента, соответственно).

## Изменение ВВП
| год  | ВВП, млрд € | ВВП, млрд € | ВВП/чел, тыс. € | ВВП/чел, тыс. € |
| год  | ГДР         | ФРГ         | ГДР             | ФРГ             |
| 1960 | 37          | 262         | 2,0             | 5,2             |
| 1970 | 73          | 574         | 4,2             | 10,3            |
| 1980 | 113         | 897         | 6,6             | 14,8            |
| 1989 | 164         | 1179        | 9,8             | 19,1            |

ВВП на душу населения ГДР по ППС за 1989 год .
По оценкам, уровень был примерно 26 000 международных долларов.